# Курочка Ряба
Ку́рочка Ря́ба — українська народна казка, та загалом казкова оповідь у східнослов'янській усній народній творчості. «Курочка Ряба» — коротка і проста за сюжетом казка, відома майже кожному українцю. Вона по праву посідає одне з перших місць серед простих дитячих літературних творів. Існує кілька варіантів цієї казки у різних народів. Відмінність українського варіанту казки від російського у тому, що курочка спочатку знесла просте яєчко, яке розбила мишка, а потім обіцяє знести золоте яєчко. У цій статті розглядається російська версія казки та наводяться російські дослідники цієї казки. Українська версія цієї казки наведена у посиланні Казка про діда, бабу та курочку рябу. На жаль українські видавництва часто використовують не тільки російські варіантти казок, а і малюнки, взяті із казок, надрукованих російськими видавництвами, де герої казок одягнуті у російський національний одяг і лапті. 
У покажчику сюжетів фольклорної казки, ця оповідь позначається як «Розбите яєчко» (раніше: «Курочка ряба зносить яєчко, мишка його розбиває») (індекс 2022 В = АА); в покажчику казкових сюжетів Н. П. Андрєєва, за системою Аарне позначається як «Курочка знесла золоте яєчко» (індекс *241 III) і згрупована з сюжетами «Смерть півника» і «Півник вибив око курочці». Структура тексту казки являє собою ланцюжок повторень. У «Курочці», а також у групі споріднених кумулятивних оповідей з виявом «скорботи» («Півник подавився», «Вошка і блошка») кожен новий герой висловлює своє співчуття з приводу нещастя, що сталося.
Зараз (2020-і) «Курочка Ряба» — одна з перших казок в Україні, що її батьки читають дітям. Оповідь, яка використовується для цього, є загальноприйнятою версією одного зі спрощених (без повторення) різночитань сюжету «Повісті про курку Рябу»; ця казка отримала «хороше» закінчення — обіцянку курки знести нове, але просте яєчко замість розбитого. Український педагог та письменник Костянтин Ушинський у власній обробці, залишив лише невелику частину казки з доступним та зрозумілим для дітей змістом.

## Пояснення

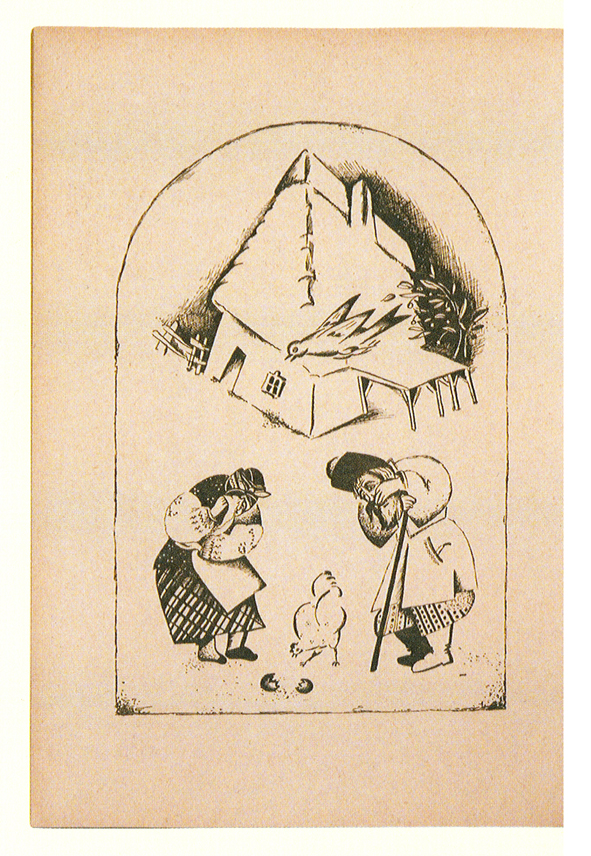
Рисунок з німецького видання українських казок із малюнками Еля Лисицького. Берлін. 1922 рік.

Зав'язка казки — курочка несе золоте яєчко, водночас ця курка-годувальниця, неодмінно змальовується як строката чи плямиста, тобто ряба, а інколи це ж стосується й забарвлення власне яєчка; потім мишка ненароком розбиває згадане яйце.
Після цього іде опис негараздів, викликаних звісткою про розбите яєчко, представлених у вигляді низки подій, що приєднуються одна до одної, тоді як повторюваний опис стає все більш докладним з кожною новою згадкою (що є класичним прикладом накопичувальної побудови твору). Таких неочікуваних пригод у казці може бути від трьох до 6—7. У них численні герої виконують різні дії: дід і баба плачуть — сорока ногу зламала — тин розхитався — дуб з себе листочки позбивав — попова дочка відра розбила — попадя викинула пироги за віконце / діжку з тістом перевернула — піп церковні книги порвав вдарився об одвірок тощо. За кумуляцією слідує фінал казки — остання ланка, яка ставить крапку в подальшому нагромадженні подій. Тип казки про курочку Рябу також називають формульним, оскільки в ній буквально повторюються схожі пригоди.
Що ж до семантики улаштування сюжету, слід згадати У. Я. Пропа, який бачив у композиції кумулятивної казки взагалі, та казки про курочку Рябу зокрема, гумористичну природу. Науковець говорив про незначущість подій, що стоять на початку накопичувальної казки. «Нікчемність цих подій, іноді перебуває у кумедному контрасті з жахливим наростанням наслідків, що з них випливають, і з кінцевим нещастям (початок — розбилося яєчко, кінець — згоряє все село)».
Згодом «Казка про курочку Рябу», ставши надбанням переважно дитячої уваги, зберегла лише основний задум - мотив узвичаєного сюжету (курочка Ряба зносить яйце, мишка його розбиває). Скоротилося і кількість дійових осіб, обмежених тепер лише центральними образами. Водночас казка отримала нову кінцівку — обіцянку курочки знести замість розбитого, нове золоте яєчко, а згодом — обіцянку простого яєчка. Найбільш відомий на даний час варіант з такою обіцянкою, засвідчено 1864 року в обробці Ушинського.
Казкова оповідь «Курочка Ряба», окрім України, загалом відома у східнослов'янській народній творчості, у фольклорі поляків, румунів, литовців та латишів. У румунських і частині литовських різновидів казки, причина горя не пов'язана з яйцем. У переказах багатьох інших народів, існують схожі за структурою сюжети: у словаків, сербів, балтійських народів.

## Міфологія сюжету
В Україні у замовляннях, рябе (пістряве) забарвлення, є знаком обраності, сакральності; ряба курка — священна.
Славіст Володимир Топоров (засновник «теорії основного міфу») зводив сюжет казки до мотиву Світового яйця, яке розколює міфологічний герой. Цей мотив В. Топоров реконструював за текстами казкового типу (сюжет 301 — «Три царства — мідне, срібне та золоте») і близьким до нього. Передбачалося, що мотив розколотого Світового Яйця та походження з нього світу, загалом або окремих його частин (небо, земля тощо) — загальний для міфологічних уявлень багатьох народів, зокрема слов'ян, прибалтійських фінів, стародавніх греків, у народів Китаю, Індії, Індонезії, Океанії, Австралії, Африки тощо. Пан Топоров вважав, що казка «Курочка Ряба» є крайнім виродженим різновидом вищенаведеного міфологічного уявлення.
Згідно Л.Г. Мощенської, у «Курочці Рябі» відбивається глибинний шар міфопоетичних уявлень, казка містить у собі космогонічну модель світу, розділеного на верхній, середній та нижній світи. Водночас середній світ (Землю) втілюють дід, баба та курочка ряба, нижній світ (пекло) — мишка, а верхній світ — золоте космічне яйце. Амбівалентна вдача центральних героїв казки — мишки і курочки, дозволяє розглядати цю оповідь з двох боків: позитивного, творчого (розбиття яйця — це створення зоряного неба) і недоброго, руйнівного.

## Тлумачення сюжету
Професорка в Коледжі Вільяма Дарра Гольдштейн, витлумачила значення цієї казки для дітей, як привчання їх «цінувати те, що є простим і справжнім у житті — бо це те що живить і підтримує нас, а не багатство яке ми не заслужили, та котре може зникнути так само раптово, як і з'явитися».
На думку ж українських казкарів, повчання казки в тому, що людина не може вижити саме без справжнього «яєчка», адже воно є набагато значущішим й дорожчим, за золоте. Це наші істинні звичаї, рідна духовність, споконвічні уявлення про навколишній світ.
Письменник, уродженець Румунії Борис Заходер вважав, що «Курочка Ряба» — це казка про людське щастя: «Щастя — це золоте яйце — люди б'ють його і так і так, а пробігла мишка, хвостиком махнула і яйце розбилося».
Думка професора, за походженням з Чернігівщини, Олександра Ужанкова: Що означає дід і баба? Як їх розуміти? Ми знаємо, що християнство є глибоко символічною релігією. Отже, будь-який образ можна сприймати як певний знак, а в символі завжди багато значень. Якщо шукатимемо духовного сенсу, то можна зрозуміти, що йдеться про прабатьків, оскільки вся народна казка будується саме на цьому, мають бути асоціативні зв'язки між сучасністю та минулим. Значить дід і баба — це прабатьки Адам та Єва. Курочка — вічне питання: Що первинне: яйце чи курка?.